# Collonges-lès-Premières
Collonges-lès-Premières är en kommun i departementet Côte-d'Or i regionen Bourgogne-Franche-Comté i östra Frankrike. Kommunen ligger i kantonen Genlis som tillhör arrondissementet Dijon. År 2018 hade Collonges-lès-Premières 905 invånare.

## Befolkningsutveckling
Antalet invånare i kommunen Collonges-lès-Premières
Referens:INSEE